# Szarvas (állat)
A szarvas a párosujjú patások közé tartozó emlősállat. A szarvasok legtöbb faja az őzekkel együtt a szarvasfélék családjába tartozik. Egyes nyelveken egyazon szó jelöli a szarvast és az őzet is. (Például az angol deer szó a jelzőjétől függően – red deer, roe deer – jelenthet szarvast vagy őzet.)

## Általános ismertetése
A szarvasmarhához hasonlóan a szarvas hímjét is bikának, nőstényét tehénnek, kicsinyét pedig borjúnak nevezzük. A szarvasbika legfeltűnőbb jellegzetessége az agancsa. A rénszarvasnál a tehénnek is van agancsa, a többi szarvasfajnál csak a bikának. Összetett gyomorral rendelkeznek, párosujjú patások, elevenszülők, emlőből szoptatnak. Általában 1-2 borjút nemzenek.

## A szarvasok törzsfejlődése

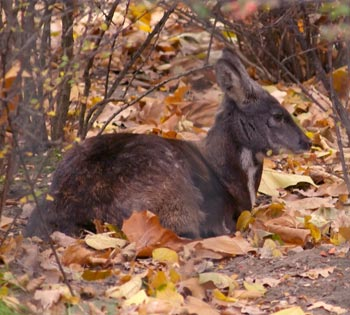
Pézsmaszarvas. Nincs agancs, de van megnagyobbodott szemfog.

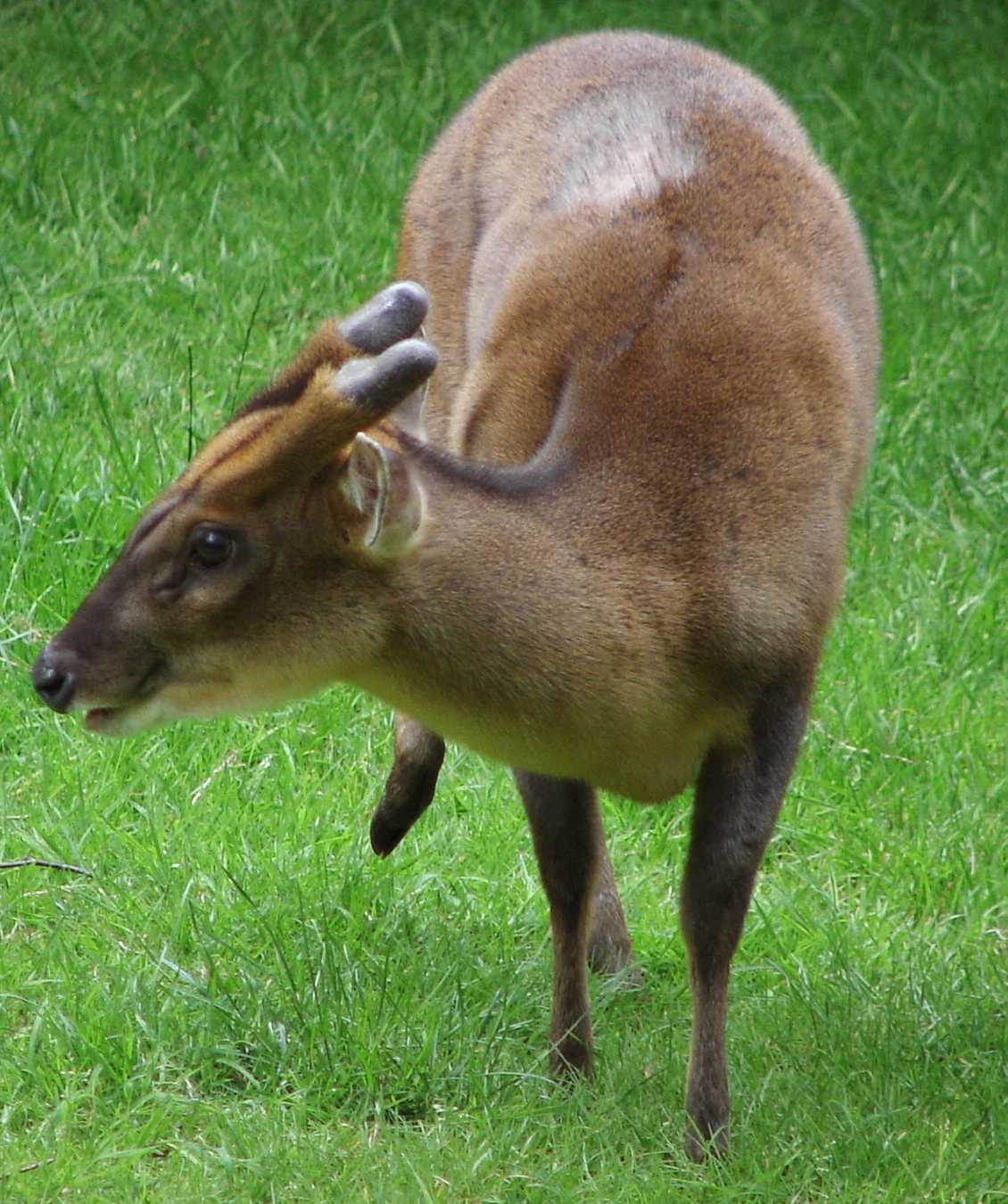
Muntjákszarvas. Aganccsal és nagyobb szemfogakkal is rendelkeznek.

Ezen állatok ősei kancsilszerű alakokból tagozódtak ki valamikor a késő eocén kor folyamán.
A szarvasok miocén kori ősei a mai pézsmaszarvasokhoz hasonlóan szarv nélküli állatok voltak. A leletek tanúsága szerint ezek az állatok az amerikai kontinensen alakultak ki, de csakhamar Eurázsiába is átkerültek, s egyes fajok bakjain megjelent már a szarvasagancs is, ami eredetileg egy egyszerű nyárs formáját öltötte magára.

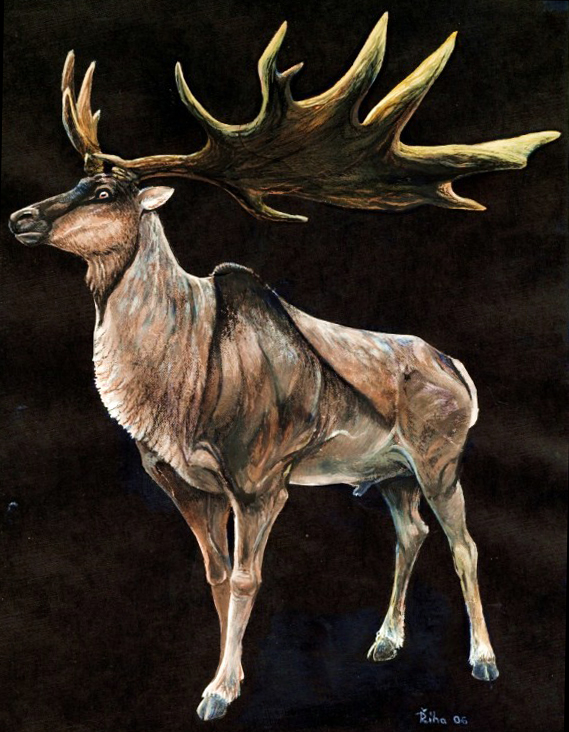
Megaloceros

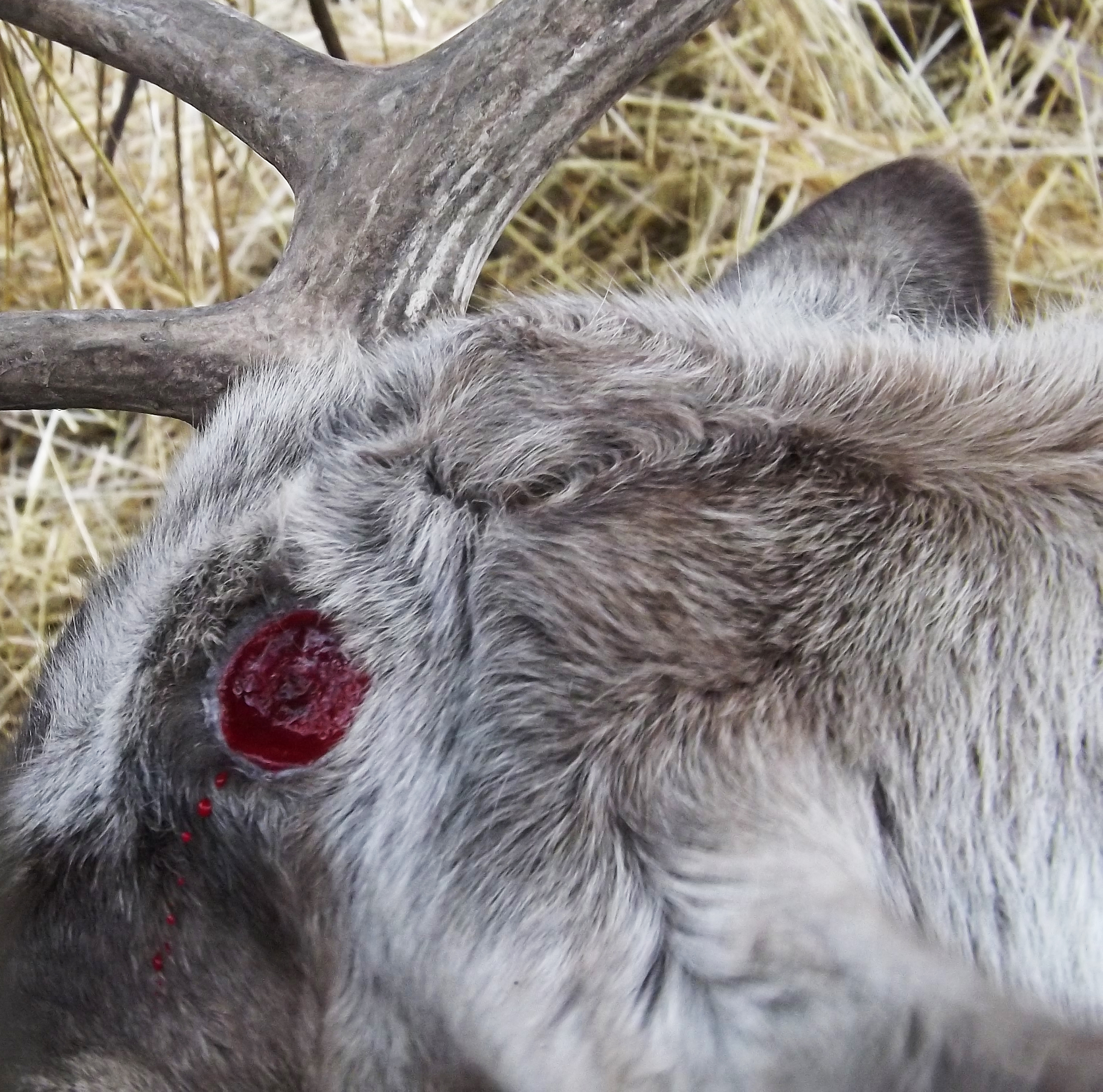
Szarvasbika frissen levetett aganccsal

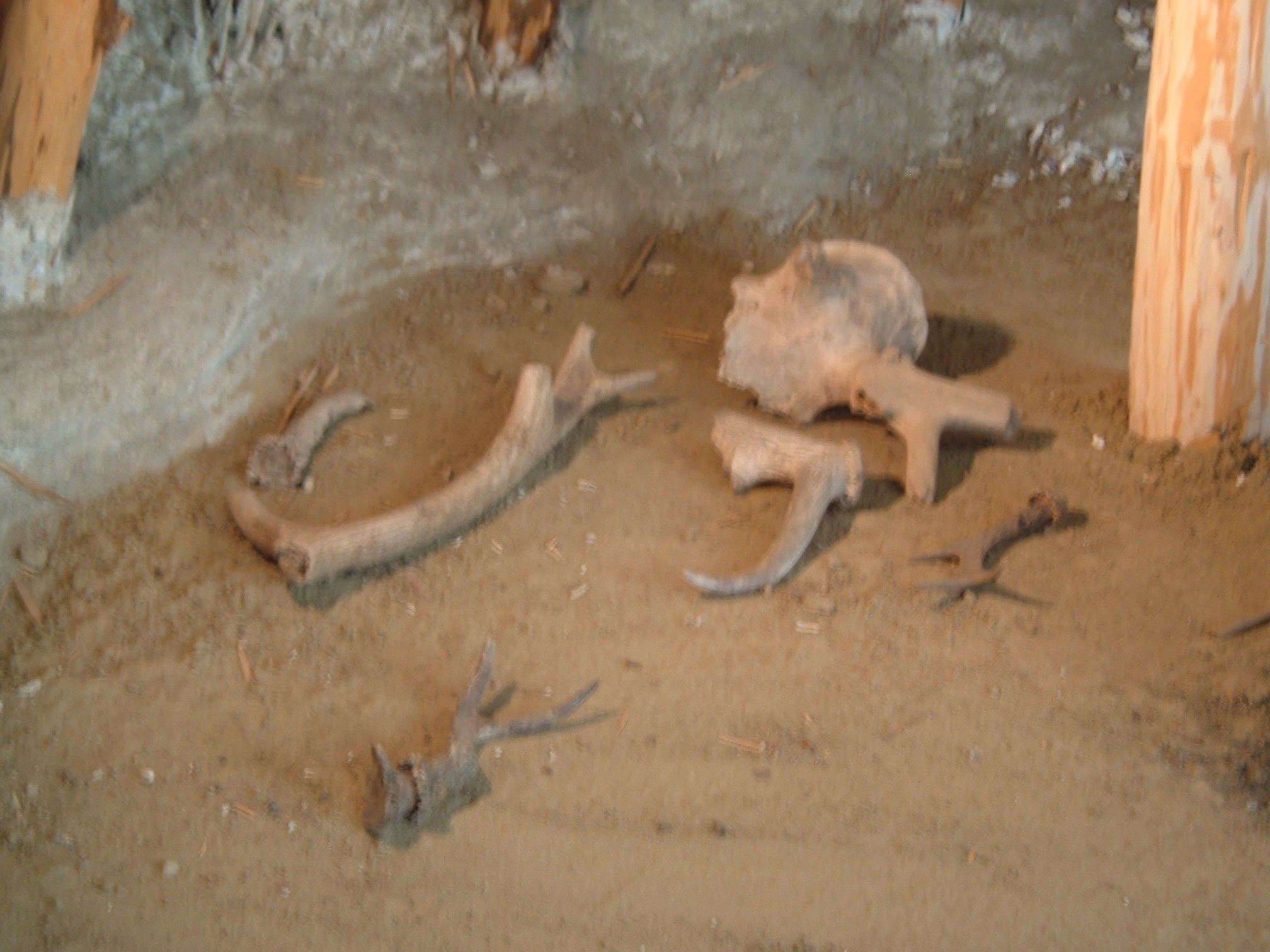
Őskori szarvasagancsok a Tiszából. (Damjanich János Múzeum, Szolnok).

A ma élő fajokon lehet követni (az egyedfejlődés mintegy újra levetíti az evolúciót elénk), amint egy állat élete során egyre több ágat fejleszt az évenként levetett és újranövesztett agancsokon. Néhány ma élő szarvas esetében a nőstény is szarvat visel, ez csak a fejlődés későbbi fázisában léphetett fel. A másik érdekes tendencia a szemfogak erőteljes elcsökevényesedése. Ma is élnek olyan szarvas-formák, amelyek hímjei nagy, a szájból is kilógó szemfogakkal rendelkeznek. A fejlődés későbbi fokain, ahogy az agancs egyre nagyobb jelentőségre tesz szert, úgy csökevényesedik el a szemfog, majd néhány fejlett alakon el is tűnik. Úgy gondolhatjuk a ma is álló analógiák alapján, hogy eredetileg a párválasztásban vívott küzdelmekben és a ragadozókkal szembeni önvédelemben fontos szerepet játszó szemfogat funkciójában fokozatosan válthatta fel a sokkal „költségesebb”, de a nemi kiválogatódás szempontjából sokkal látványosabb agancs. Másrészt az agancs hatásosabb védelmet nyújthatott a támadókkal szemben is, ami részben megmagyarázza a szarvasok evolúciós sikerét. Szintén a ma élő átmeneti formák és a modern alakok összevetéséből tudjuk, hogy a több rekeszes kérődző gyomor és a fogazat specializációja fokozatosan mehetett végbe, egymással párhuzamosan. A ma élő muntjákszarvasokon mind az agancsot, mind a még jelentős nagyságú szemfogat megtaláljuk, ami a modernebb alakokon már nincs meg. A szarvasfélék egy későbbi időszakban, a Pliocén korban ó- és újvilági formákra tagolódtak, mintegy 5 millió évvel ezelőtt. Úgy gondolják, hogy az ún. „újvilági” formák Észak-Amerika és Szibéria fajaiból származhatnak, de a szintén újvilági szarvasokhoz tartozó őz már Ázsiában kialakulhatott a közös ősökből. Az újvilági szarvasfélék közül egyedül az őz tudott megtelepedni az ember segítsége nélkül az óvilágban. A Pleisztocén korban a szarvasok egyre nagyobb jelentőségre tettek szert és a legutóbbi jégkorszak mostoha körülményeihez számos fajuk sikeresen alkalmazkodott. Kialakultak az egészen hideg környezetben is megélni képes formáik, mint például a rénszarvas, a jávorszarvas és az azóta már kihalt számtalan faj, melyek közül az óriásszarvas viselte a legnagyobb agancsot. Ez a faj a kontinens fátlan vagy szórványfás társulásait lakta és számára a jégkorszak máig tartó interglaciális szakaszának felmelegedésével együtt járó befásodás végzetes lehetett, mivel a hímek mintegy 3 m-es fesztávolságú agancsukkal a sűrű aljnövényzetben nem tudtak elmenekülni. A szarvasok az őskori ember legjelentősebb és leggyakoribb vadászzsákmányát jelentették, és a ma Európában élő nagyvad állomány elsöprő többségét is ők alkotják (az őstulok, a bölény és a megafauna más tagjai teljesen vagy nagyrészt kihaltak). A rénszarvas olyannyira sikeresnek bizonyult, hogy a tundrák legtömegesebb fajává vált a jégkorszak melegedő periódusára, s ezt a pozícióját ma sem vesztette el.

## Szarvasfajok
A fajok teljes felsorolását lásd a Szarvasfélék szócikkben!
A Kárpát-medencében ma élő két szarvasfaj közül csak a gímszarvas őshonos. A dámszarvas vagy dámvad betelepítéssel került a régióba, aminek pontos időpontja vitatott. Európa, Ázsia és Amerika északi vidékein él a hatalmas termetű jávorszarvas és a háziállatként is tenyésztett rénszarvas. Indiában a pettyes szarvas, az amerikai földrészen pedig a fehérfarkú szarvas a leggyakoribb. A világ különleges szarvasfajai a sörényes szarvas, a disznószarvas és a törpeszarvas. A legutóbbi jégkorszakban élt a 2,1 méter magas óriásszarvas (Megaloceros giganteus). A szarvasféléktől külön családot alkotnak az agancs nélküli pézsmaszarvasok.

## A szarvas a művészetekben